# Everett Shinn

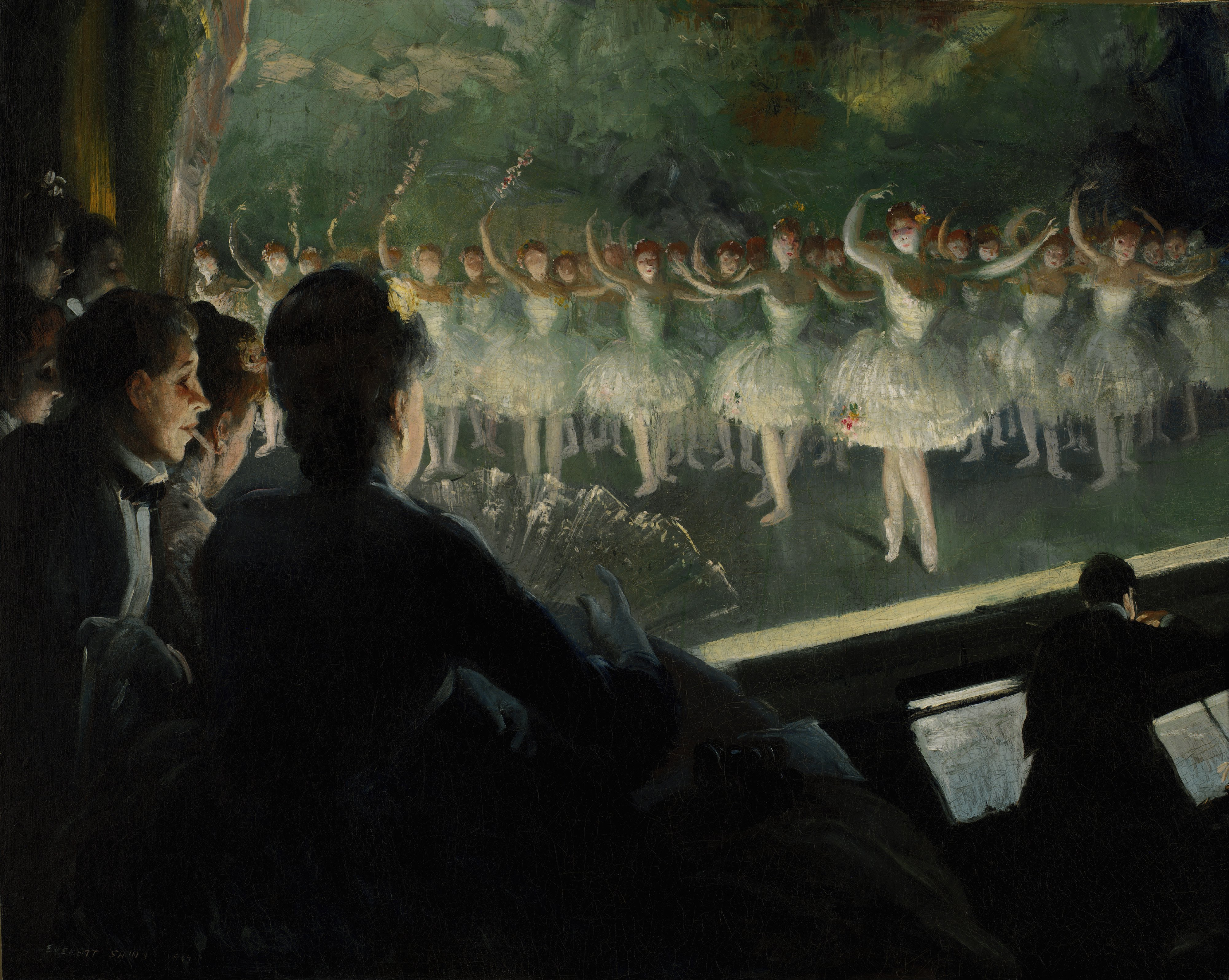
The White Ballet, 1904. Smithsonian American Art Museum

Everett Shinn (* 6. November 1876 in Woodstown, New Jersey; † 1. Mai 1953 in New York City) war ein US-amerikanischer Maler und Mitglied der Künstlervereinigung The Eight und der Ashcan School, einer Künstlergruppe, die sich auf realistische Darstellungen des städtischen Lebens konzentrierte.

## Leben
Everett Shinn zeigte schon früh ein bemerkenswertes zeichnerisches Talent. Im Alter von 15 Jahren besuchte er das Spring Garden Institute in Philadelphia, wo er technisches Zeichnen studierte. Ein Jahr später nahm er Unterricht an der Pennsylvania Academy of the Fine Arts. Im Alter von 17 Jahren begann er als Illustrator für die Philadelphia Press zu arbeiten. 1897 zog er nach New York, um für Joseph Pulitzers New York World zu arbeiten. Dort schloss er sich Künstlern wie William Glackens, George Luks und John Sloan an, die später zu zentralen Figuren der Ashcan School wurden.  

## Werk

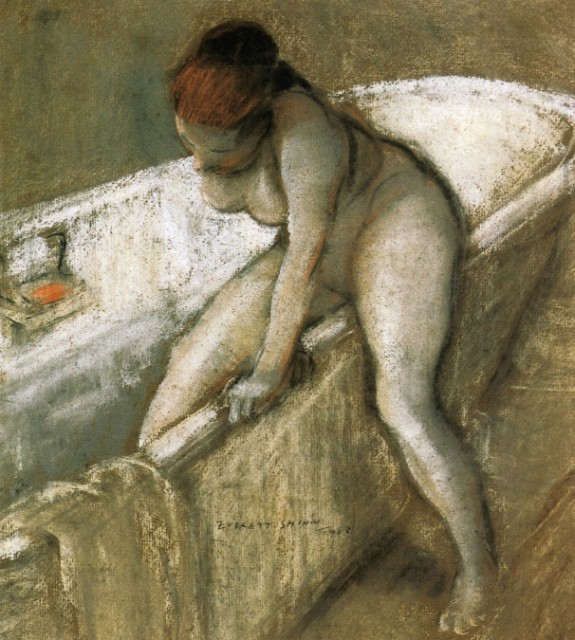
Girl in Bathtub, ca. 1910

Everett Shinn ist bekannt für seine Darstellungen des städtischen Lebens, insbesondere von Theaterszenen, Straßenszenen und sozialen Unruhen. Er war der einzige Künstler der Ashcan School, der die Pastellmalerei bevorzugte. Seine Werke zeigen oft dynamische Kompositionen und einen Sinn für Bewegung, beeinflusst von europäischen Künstlern wie Edgar Degas und Honoré Daumier. Ein bemerkenswertes Werk ist The Orchestra Pit: Old Proctor’s Fifth Avenue Theater (1906), das die Energie und Hektik des Theaters einfängt.  